# 黒田暲之助
黒田 暲之助（くろだ しょうのすけ 1916年6月25日 - 2009年12月23日）は、日本の実業家。コクヨ名誉会長。実父はコクヨ創業者の黒田善太郎、実弟は黒田靖之助、実子は現在コクヨ代表取締役会長を務める黒田章裕、三女は小原流四世家元小原夏樹夫人、五世家元小原宏貴は孫。

## 来歴・人物
大阪府大阪市出身。慶應義塾高等部卒業後、1940年にコクヨの前身である合名会社黒田国光堂入社。1949年に同副社長、1960年1月に社長に就任し、25年間務める。1985年12月より代表取締役会長に就任し2009年3月まで務めた。2009年12月23日、肺炎のため死去。享年93。